# Яр Разворин
Яр Разворин, Балка Разворина — балка (річка) в Україні у Петрівському районі Кіровоградської області. Ліва притока річки Бокової (басейн Дніпра).

## Опис
Довжина балки приблизно 8,57 км, найкоротша відстань між витоком і гирлом — 8,07  км, коефіцієнт звивистості річки — 1,06 . Формується декількома струмками та загатами. На деяких участкаї балка пересихає.

## Розташування
Бере початок на південній стороні від села Баштине. Тече переважно на південний захід і у селі Гурівка впадає у річку Бокову, праву притоку річки Інгульця.

## Цікаві факти
- На річці існує птахо-тваринна ферма (ПТФ) та газова свердловина[2].